# ناوچه سبک کلاس گیریشا
ناوچهٔ سبک کلاس گیریشا (به انگلیسی: Grisha-class corvette) یک کلاس از کشتی به طول ۷۱٫۶ متر است.